# Große Olalla-Fingerratte
Die Große Olalla-Fingerratte (Olallamys edax) ist ein in Venezuela endemisches Nagetier in der Familie der Stachelratten. Sie bildet zusammen mit der Weißschwanz-Olalla-Fingerratte (Olallamys albicauda) die Gattung Olalla-Fingerratten. Der Artzusatz edax im wissenschaftlichen Namen ist lateinisch und bedeutet gefräßig oder nagend.

## Merkmale
Mit einer durchschnittlichen Kopf-Rumpf-Länge von 225 mm und einem etwa 345 mm langen Schwanz ist die Art größer als der andere Gattungsvertreter. Gewichtsangaben fehlen. Trotz Zugehörigkeit zu den Stachelratten ist das Fell weich. Oberseits kommt braunes bis rotbraunes Fell vor und die Grenze zur gelblichen Unterseite ist undeutlich. Auf dem Schwanz kommen nur wenige Haare vor. Er ist nahe des Körpers auf der Oberseite rotbraun und anschließend weiß. Dagegen ist die gesamte Unterseite weiß.

## Verbreitung und Lebensweise
Die Art ist im Gebirge Cordillera de Mérida südlich des Maracaibo-Sees verbreitet. Bisher sind nur Funde oberhalb von 2000 Meter Höhe bekannt. Möglicherweise erreicht dieses Tier Kolumbien. Die Große Olalla-Fingerratte bewohnt Bergwälder und Strauchflächen mit einem dichten Unterwuchs aus Bambus.
Dieses nachtaktive Nagetier klettert in Bäumen und ist meist einzelgängerisch. Vermutlich besteht die Nahrung aus Blättern von Bambus und anderen Pflanzen. Es wurden pfeifende Laute festgestellt.

## Gefährdung
Zu möglichen Gefahren und zur Populationsgröße gibt es keine Angaben. Die IUCN listet die Art mit unzureichende Datenlage (data deficient).